# Ruja (Basse-Silésie)
Pour les articles homonymes, voir Ruja.
Ruja est une localité polonaise et siège de la gmina de Ruja, située dans le powiat de Legnica en voïvodie de Basse-Silésie.

## Histoire
De 1742 à 1945, Royn fait partie de l'arrondissement de Liegnitz dans le district de Liegnitz au sein de la province de Silésie